# 笑福亭円笑
四代目 笑福亭 円笑（しょうふくてい えんしょう、1940年（昭和15年）3月26日 - ）は、東京都品川区出身、京都市北区在住（2025年現在）の落語家（上方噺家）。本名∶鈴木 義男。出囃子『駕屋』。

## 来歴
小学校の頃から落語に興味を持ち後にアマチュア落語で名をはせる。この頃に同学年の柳家小三治と出会っている。攻玉社高等学校卒業後六代目三遊亭圓生に弟子入りを両親に反対されたために家出同然で家を出て、アマチュア落語家を続けながら生計を立てるためにサラリーマンや板前などの職に就いていたが、諦めきれず30代半ばで来阪。
1981年10月に41歳で六代目笑福亭松鶴に入門し、「猿笑」を名乗る。入門時の高座名「猿笑」は六代目三遊亭圓生への入門が家族の反対により叶わなかったことに因んで、松鶴が名づけた。
2008年9月より、四代目笑福亭円笑に改名。
2023年10月31日、新宿末廣亭で行われた「市馬・三三二人会」にゲスト出演し「亀佐」を演じる。仲入り後に鼎談した。

## 人物
上方落語界では、同じ東京出身者で関西弁で上方落語を演じる桂春雨がいるが、円笑は江戸弁で江戸落語を高座にかける唯一の落語家である。上方落語協会会員。芸能事務所には所属していない。
笑福亭鶴光・笑福亭鶴瓶などは年下だが兄弟子に当たる。
NPO法人「京・ハハハハハ笑いの会」、日本ゆうもあクラブ会員。他に、日本くじら党党首を名乗り、1993年5月にはニューヨーク・タイムズに、捕鯨擁護の意見広告を自費で掲載した。

## 芸歴
- 1981年10月 - 六代目笑福亭松鶴に入門、高座名は「猿笑」。
- 2008年9月 - 「四代目笑福亭円笑」に改名。

## 著書
- くじら談義 鯨は身を助ける（ブックマン社、1993年11月、ISBN 4893082051）

## 過去の出演番組
- 猿笑の夜はお酒と男と女（KBS京都ラジオ）アシスタント：曽和伸子（現:曽和ローズ）